# Owen Davis
Owen Gould Davis (ur. 29 stycznia 1874 w Portland, zm. 14 października 1956 w Nowym Jorku) – amerykański dramaturg, laureat Nagrody Pulitzera za rok 1923 za sztukę Icebound. Opublikował m.in. dramat The Detour (1922). Wydał też powieść zaadaptowaną na potrzeby sceny, Lola (1915).